# We Are Glitter
We Are Glitter to album brytyjskiego duetu Goldfrapp zawierający remiksy utworów z ich poprzedniej płyty, Supernature. Został wydany w Ameryce Północnej przez Mute Records 17 października 2006 roku.

## Lista utworów
Wszystkie utwory napisane i skomponowane przez Alison Goldfrapp i Willa Gregory’ego, poza „Strict Machine” i „Ride a White Horse”, autorstwa Goldfrapp, Gregory’ego i Nicka Batta.
1. „Satin Chic” (Bombay Mix by The Shortwave Set) – 4:41
2. „Lovely 2 C U” (T. Raumschmiere Mix) – 5:38
3. „Ooh La La” (Benny Benassi Remix Extended) – 6:52
4. „You Never Know” (Múm Remix) – 3:00
5. „Satin Chic” (Through the Mystic Mix, Dimension 11 by The Flaming Lips) – 3:21
6. „Number 1” (Alan Braxe & Fred Falke Main Remix) – 7:20
7. „Fly Me Away” (C2 Remix 4) – 7:03
8. „Ride a White Horse” (Ewan Pearson Disco Odyssey Part 1) – 8:33
9. „Number 1” (Múm Remix) – 2:33
10. „Ride a White Horse” (FK-EK Vocal Version) – 7:48
11. „Slide In” (DFA Remix) – 12:59
12. „Strict Machine” (We Are Glitter Mix) – 6:29

Bonus na platformie iTunes
1. „Strict Machine” (Benny Benassi Sfaction Extended Mix) – 6:50

## Pozycje na listach
| Lista (2006)                              | Najwyższa pozycja |
| ----------------------------------------- | ----------------- |
| Stany Zjednoczone (Top Electronic Albums) | 8                 |
| Stany Zjednoczone (Independent Albums)    | 48                |